# Halogenová žárovka

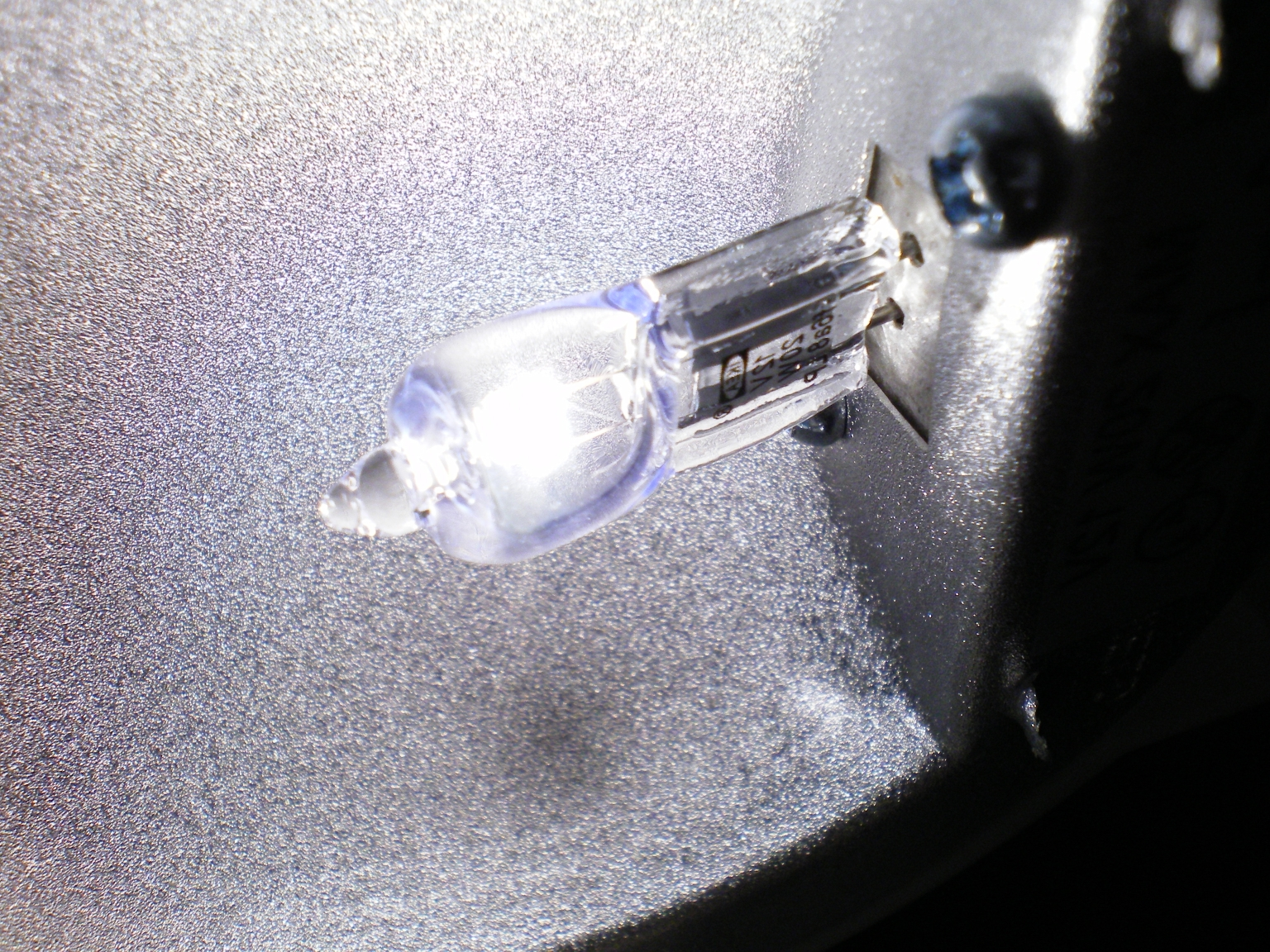
Halogenová žárovka instalovaná v lampě, s odejmutým ochranným sklem

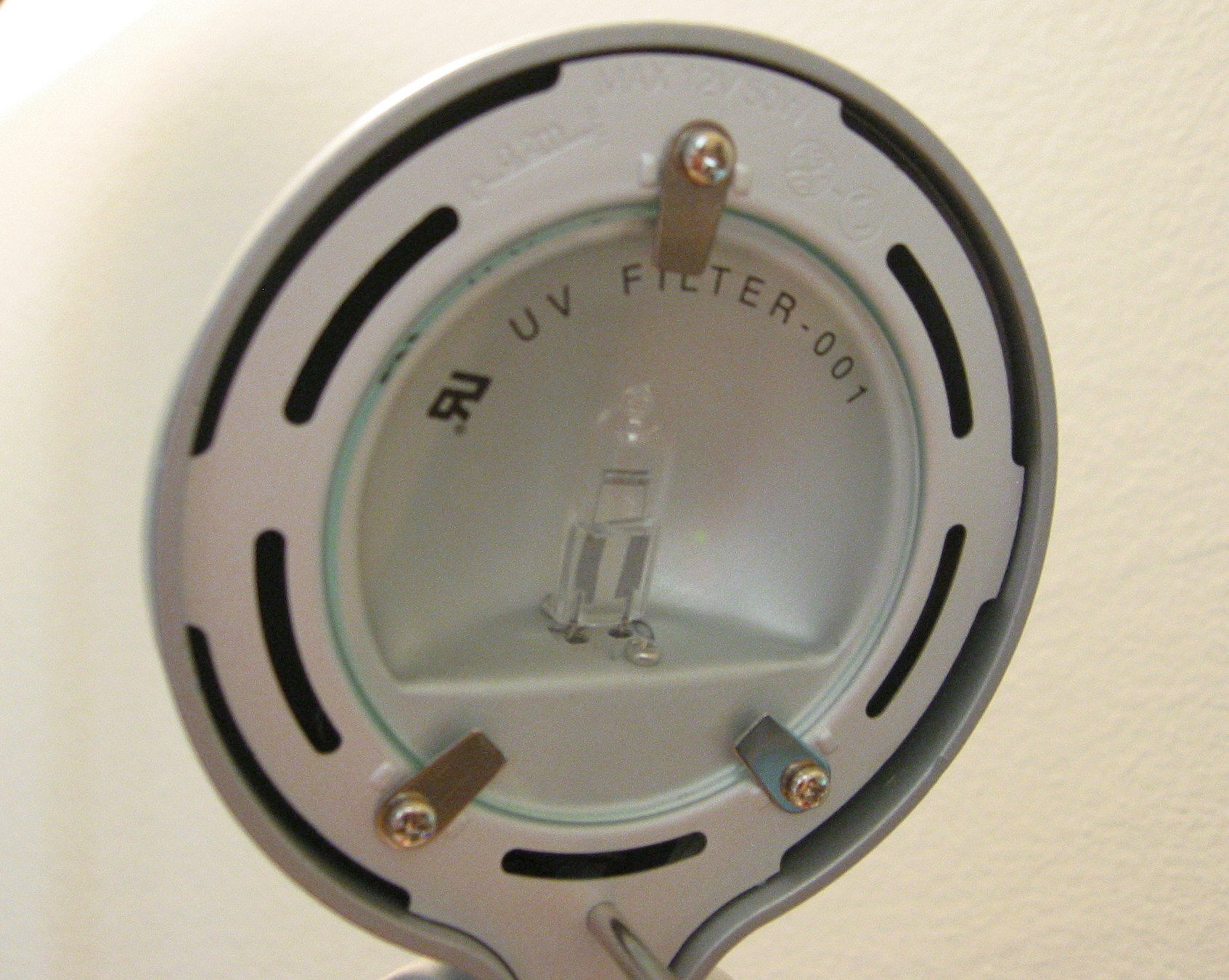
Halogenová žárovka za kulatým UV filtrem.

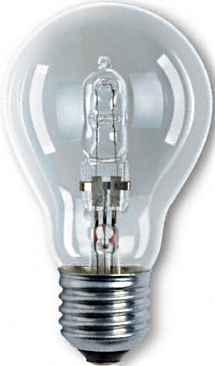
Xenonová halogenová žárovka s příkonem 105 W určená jako náhrada za obyčejnou žárovku s paticí E27

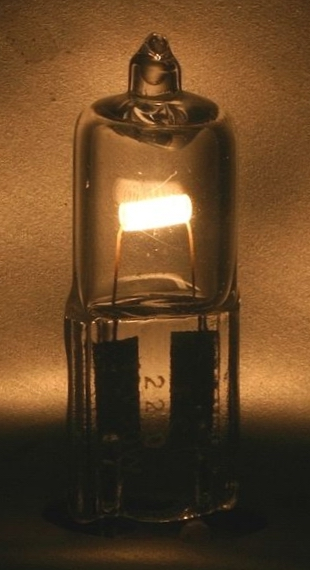
Halogenová žárovka zblízka

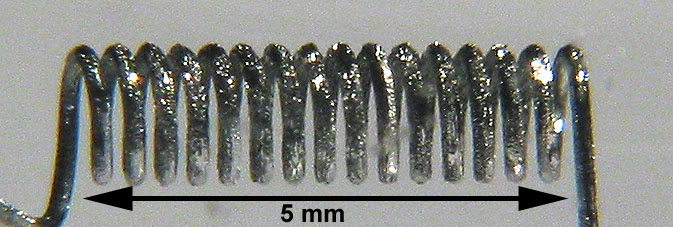
Pohled na vlákno automobilové halogenové žárovky po několika stovkách hodin provozu

Halogenová žárovka je speciální druh žárovky, u které se dosahuje vyšší teploty vlákna (a tedy vyšší světelné účinnosti a bělejšího světla) a/nebo delší životnosti tím, že se do atmosféry uvnitř baňky přidá sloučenina halového prvku (halogenu, např. bromu nebo jodu).

## Charakteristika
Halogenová žárovka je speciální druh žárovky, do jejíž atmosféry uvnitř baňky se přidává sloučenina halového prvku (halogenu, např. bromu nebo jodu). Oproti běžným žárovkám mají tyto žárovky vyšší teplotu vlákna, tj. vyšší světelnou účinnost, bělejší světlo a delší životnost, kterou neovlivňuje ani časté vypínání a zapínání. Jsou také o 30 % úspornější. Oproti úsporným zářivkám je však jejich životnost nižší a spotřeba vyšší.
V žárovce probíhá tzv. halogenový cyklus, při kterém se při vysoké teplotě vypařující wolfram slučuje a rozpadá např. s bromem. Díky tenzi wolframových par v blízkosti vlákna se omezuje jeho vypařování – výsledkem je delší životnost a zvýšení světelného toku (měrný zářivý výkon až 20 lm/W). U halogenových žárovek je použito křemenné sklo kvůli značně vyšším teplotám (min. 250 °C).

## Nevýhody
Vedlejším důsledkem použití křemenného skla místo normálního je ultrafialové záření. Na rozdíl od obyčejného skla ho křemenné sklo propouští. Při nadměrném vystavení se světlu halogenové žárovky by teoreticky bylo možné se i opálit, problém většinou zaznamenávají lidé s citlivým zrakem. Proto se nekryté halogenové žárovky pro všeobecné osvětlování povinně vyrábějí z křemenného skla s přísadou oxidu ceričitého nebo titaničitého, které škodlivé UV záření zcela blokují.
Protože je baňka žárovky při provozu velmi horká, při prasknutí existuje možnost vzniku požáru, poškození předmětů nebo popálenin. Také z důvodu přítomnosti ultrafialového záření ve spektru, je žádoucí umístit halogenové žárovky do svítidel s ochranným skleněným krytem, který, jak výše řečeno, většinu ultrafialového záření pohltí. Přežhavené (krátkoživotní, projekční) halogenové žárovky z čistého taveného křemene (tj. bez přídavku Ti nebo Ce oxidů) vyzařují až do oblasti UV-B a mohou se stát významným hygienickým rizikem. Halogenové žárovky pro všeobecné osvětlování, tj. buď trubicové (nejčastěji 60 až 500 W, v délce 80 a 114 mm), nebo miniaturní jednostranně paticované s kolíčky ve vzdálenosti 4 nebo 6,35 milimetrů, jsou téměř výlučně v provedení označovaném UV stop, UV block atd. Rozdíl často poznáme pouhým okem, neboť přídavek oxidu ceria ve skle způsobuje intenzivní modrou fluorescenci na denním světle (nebo pod UV paprsky).
Křemenné sklo může být poškozeno následkem styku s nechráněnou pokožkou. Soli, obsažené v potu, se za provozu žárovky vleptávají do povrchu skla, způsobují změnu struktury, jeho rekrystalizaci, přehřátí a nakonec prasknutí. Pokud dojde k dotyku skleněné baňky, má být očištěna technickým lihem.

## Použití
Pro optické a projekční účely jsou absolutně nejlepší halogenové žárovky s pomocnou náplní xenonu, známé pod jménem XENOPHOT. Pro všeobecné osvětlování jsou nově zaváděny tzv. nízkotlaké technologie. Naprostou většinu zde uvedených informací bychom měli najít na obalu žárovek (Například: UV-stop, UV-Block, LOW PRESSURE TECHNOLOGY, LONG LIFE, atd.).
Xenonová technologie se užívá i při výrobě halogenových žárovek pro dopravní prostředky (H1, H4, H7). Tuto informaci ovšem na obalu nenajdeme, ale můžeme ji odvodit z toho, že výrobce deklaruje zvýšení světelného toku o 50–60%. Přitom jde o HOMOLOGOVANÉ typy, na rozdíl od typů s příkony vyššími a mnohem vyššími (100+80 W, 140+100 W a podobně). Vysokopříkonové autožárovky nesmějí být používány na veřejné komunikaci. Často mají označení RALLY (RALLYE), měly by VŽDY být zřetelně na obalu označeny jako zakázané pro použití na veřejné komunikaci. Nikdy nesmí být označeny jako H1, H2, H3, H4, H7 a podobně (to mohou nést VÝLUČNĚ homologované typy). Jako vedlejší účinek se může škodlivě projevit velké množství vzniklého tepla – stačí před závorami zapomenout světla vypnout a během několika minut dojde k nezvratnému poškození reflektoru. Navíc jsou velmi zatíženy přívodní kabely vysokými proudy (také dynamo, alternátor atd.).
Halogenové žárovky vyzařují velké teplo, nehodí se tedy např. jako osvětlení do nábytku nebo pod sádrokartonové podhledy.

## Konec halogenových žárovek
V členských zemích Evropské unie se již od 1. září 2018 nemohou halogenové žárovky vyrábět ani se do nich nemohou dovážet. Prodejci mohou pouze doprodat své zásoby. Jedná se o poslední fázi postupného stahování neefektivních žárovek z evropského trhu. Fáze začala již v roce 2009. Toto opatření má přimět Evropany k přechodu na úspornější a k životnímu prostředí šetrnější LED osvětlení. Zákaz ovlivní především domácnosti, neboť se týká čirých nesměrových halogenových žárovek určených pro ně s paticí obvykle označovanou E14 nebo E27. Tento zákaz se netýká žárovek do automobilů nebo reflektorů.
K správnému výběru náhrady v podobě LED žárovky pak obvykle postačí, aby si kupující uvědomil, že u LED žárovek by měl být světelný tok roven alespoň desetinásobku výkonu klasické žárovky. Potřebuje-li tedy nahradit 60 wattovou žárovku, potřebuje alespoň LED žárovku se světelným tokem 600 lumenů.